# The Platters

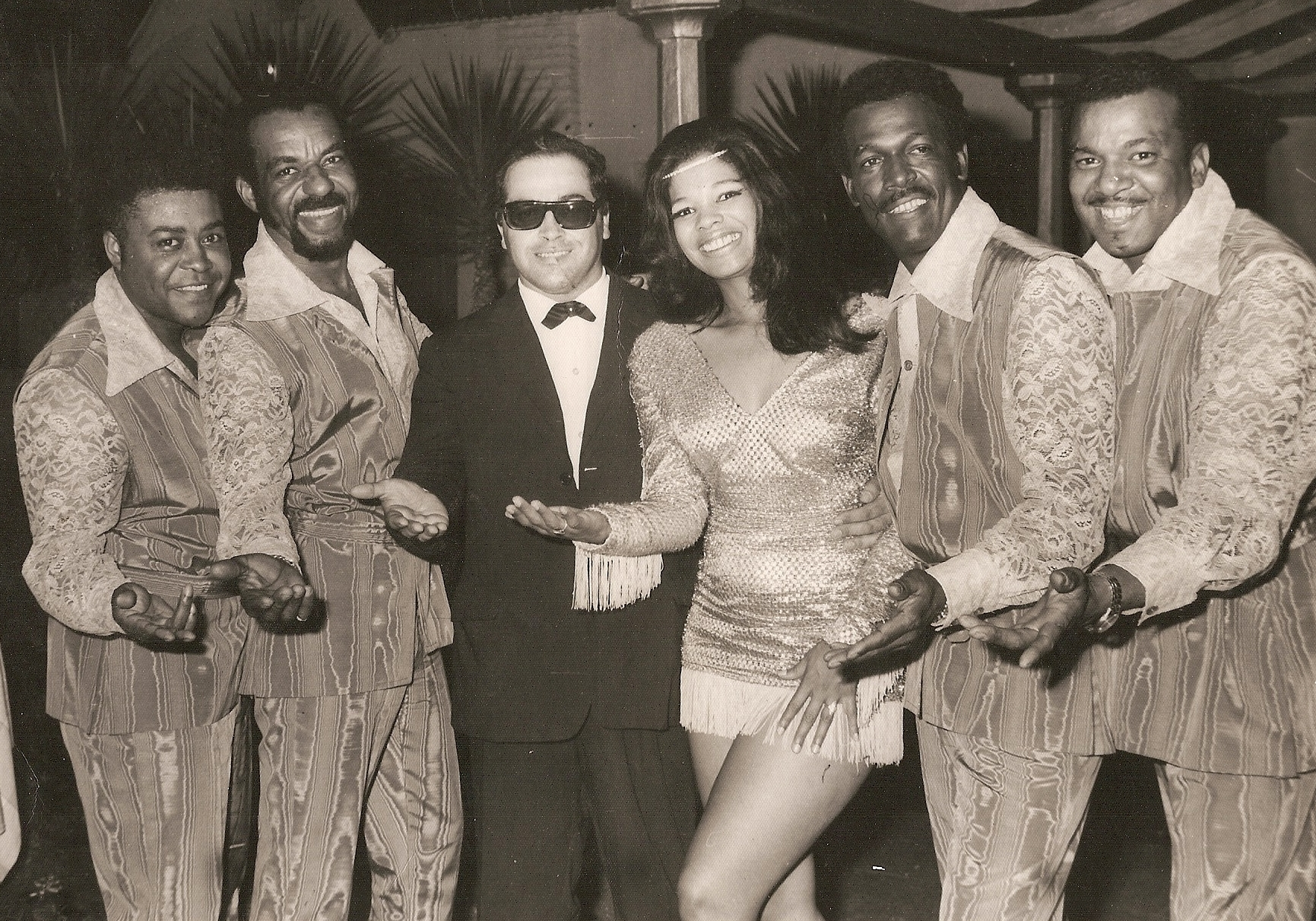
The Platters, met een fan (circa 1970)

The Platters is een van de meest succesvolle rhythm-and-bluesgroepen. De groep bestaat sinds 1952. De klassieke bezetting bestond uit Tony Williams, David Lynch, Paul Robi, Alex Hodge en Zola Taylor.

## Geschiedenis

### Oorspronkelijke bezetting
De groep werd in Los Angeles opgericht door Herb Reed en had grote hits in hun thuisland de Verenigde Staten en in het buitenland. Hun grootste hit was The great pretender. In de beginjaren bestond de groep alleen uit mannen. Een aantal jaren later werd Zola Taylor de nieuwe zangeres. Zij was in de jaren vijftig een van de eerste zangeressen in een rhythm-and-bluesband. In 1964 werd ze opgevolgd door Barbara Randolph, die een jaar deel uitmaakte van de groep.

### Latere bezettingen
In 1960 verliet Tony Williams de groep om een solocarrière te beginnen. Daarna nam tenorzanger Sonny Turner zijn plaats in. De platenmaatschappij weigerde deze nieuwe bezetting te erkennen en bracht daarom oud materiaal uit totdat het contract afliep. Vervolgens stapten ook de andere leden op om elk hun eigen versie van The Platters op te richten. Daarbij verenigden Taylor, Robi en Lynch zich in The Original Platters, met Johny Barnes als leadzanger. In 1969 stapte Reed als laatste op. Hij begon eveneens zijn eigen Platters onder licentie van Five Platters Inc. De vervangers volgden dit voorbeeld, waardoor er een wildgroei ontstond aan Plattersgroepen. Herb Reed, het laatste nog levende lid van de oorspronkelijke Platters, kocht uiteindelijk het naamsrecht terug, kort voordat hij begin juni 2012 overleed.

### Trivia
Een van de latere Plattergroepen, The Magic Platters, was in 1989 te zien in het NCRV-programma G'oud en Nieuw. In 2014 zond Het Uur van de Wolf de documentaire The Platters: Only Me uit, waarin diverse oud-Platters aan het woord kwamen, evenals de in Nederland wonende broer van Alex Hodge en de huidige officiële bezetting.

## Hits
| Only You (And You Alone) | Juli 1955      | #5  | #1  | #5  |    |
| The Great Pretender      | November 1955  | #1  | #1  | #5  |    |
| The Magic Touch          | Februari 1956  | #4  | #4  |     |    |
| My Prayer                | Juni 1956      | #1  | #1  | #4  |    |
| Heaven on Earth          | Juni 1956      | #39 | #13 |     |    |
| You'll Never Never Know  | Augustus 1956  | #11 | #9  | #23 |    |
| It Isn't Right           | Augustus 1956  | #13 | #10 | #23 |    |
| On My Word of Honor      | November 1956  | #20 | #7  |     |    |
| One in a Million         | November 1956  | #20 | #7  |     |    |
| I'm Sorry                | Februari 1957  | #11 | #15 | #18 |    |
| He's Mine                | Februari 1957  | #23 | #5  |     |    |
| My Dream                 | April 1957     | #24 | #7  |     |    |
| I Wanna                  | April 1957     | #24 |     |     |    |
| Only Because             | Augustus 1957  | #65 |     |     |    |
| Helpless                 | December 1957  | #56 |     |     |    |
| Twilight Time            | April 1958     | #1  | #1  | #3  | #1 |
| You're Making a Mistake  | Juni 1958      | #51 |     |     |    |
| I Wish                   | September 1958 | #42 |     |     |    |
| It's Raining Outside     | September 1958 | #93 |     |     |    |
| Smoke Gets in Your Eyes  | Oktober 1958   | #1  | #3  | #1  | #1 |
| Enchanted                | Februari 1959  | #12 | #9  |     |    |
| Remember When            | Mei 1959       | #41 |     | #25 |    |
| Where                    | September 1959 | #44 |     |     |    |
| Wish It Were Me          | September 1959 | #61 |     |     |    |
| Harbor Lights            | Januari 1960   | #8  | #15 | #11 |    |
| Sleepy Lagoon            | Januari 1960   | #65 |     |     |    |
| Ebb Tide                 | Mei 1960       | #56 |     |     |    |
| Red Sails in the Sunset  | Augustus 1960  | #36 |     |     |    |
| To Each His Own          | Oktober 1960   | #21 |     |     |    |
| If I Didn't Care         | Januari 1961   | #30 |     |     |    |
| Trees                    | 1961           | #62 |     |     |    |
| I'll Never Smile Again   | Juli 1961      | #25 | #17 |     |    |
| It's Magic               | Januari 1962   | #91 |     |     |    |
| I Love You 1000 Times    | April 1966     | #31 | #6  |     |    |
| I'll Be Home             | November 1966  | #97 |     |     |    |
| With This Ring           | Februari 1967  | #14 | #12 |     |    |
| Washed Ashore            | Juni 1967      | #56 | #29 |     |    |
| Sweet, Sweet Lovin'      | Oktober 1967   | #70 | #32 |     |    |

#### NPO Radio 2 Top 2000
| Nummers met noteringen in de NPO Radio 2 Top 2000 | '99  | '00  | '01  | '02  | '03  | '04  | '05  | '06  | '07  | '08  |
| ------------------------------------------------- | ---- | ---- | ---- | ---- | ---- | ---- | ---- | ---- | ---- | ---- |
| Only You (And You Alone)                          | 991  | 1222 | 1484 | 1814 | 818  | 1518 | 1773 | 1813 | 1520 | 1515 |
| Smoke Gets in Your Eyes                           | 1412 | 1796 | -    | 1906 | 1581 | -    | -    | -    | -    | -    |
| The Great Pretender                               | 1248 | 1135 | 1814 | 1758 | 1417 | 1631 | 1813 | 1621 | 1979 | 1690 |

1. ↑  Een '-' betekent dat het nummer niet was genoteerd en een vetgedrukt getal geeft de hoogste notering van een nummer aan.
2. ↑  Deze tabel is bijgewerkt tot en met de laatste editie (2024).